# Amiga CD32
Amiga CD32 foi um console de videogame, sendo o primeiro baseado CD-ROM de 32-bits vendido na Europa Ocidental e na América do Norte. Sua primeira aparição foi no Museu da Ciência de Londres em 16 de julho de 1993, e começou a ser vendido em setembro do mesmo ano. Ele tem configuração similar ao computador Amiga 1200. Usando os dispositivos 3rd-party, é possível promover o CD32 com teclado e mouse, tornando a em um computador pessoal. O CD32 controlou fixar-se sobre 50% do mercado do CD-ROM no Reino Unido em 1993 e 1994, ultrapassando o Sega CD, o Philips CDi e até mesmo as vendas do CD-ROM de PC. Tinha 2 MB de memória interna e 14 MHz de clock.
O Amiga CD32, que foi lançado em setembro de 1993, na Europa Ocidental, Austrália, Canadá e Brasil, mas que nunca foi lançado nos Estados Unidos e no Japão, é considerado por muitos como o primeiro console de videogame doméstico de 32-bits da história. Outros reivindicam esse título ao 3DO R.E.A.L FZ-1, que foi lançado em 4 de outubro de 1993 na América do Norte, em 20 de março de 1994 no Japão e no mesmo ano na Europa. E outros já consideram o FM Towns Marty como o primeiro console 32-bits da história, que foi lançado em fevereiro de 1993 exclusivamente no Japão, mas assim como o seu antecessor (o sistema de computador proprietário FM Towns, também fabricado pela Fujitsu) ele também era "alimentado" pelo CPU Intel 80386, que não é um processador totalmente de 32 bits, uma vez que suporta apenas barramento de 16 bits de endereçamento.